# Riederalp
Riederalp ist eine durch Fusion entstandene Munizipalgemeinde im Schweizer Kanton Wallis. Sie gehört zum Bezirk Östlich Raron und liegt südöstlich des Aletschwaldes, im Bereich der seit 2002 zum UNESCO-Weltnaturerbe erklärten Bergregion Jungfrau-Aletsch, und ist damit Teil des Aletschgebiets.

Historisches Luftbild von Werner Friedli von 1949

## Geschichte
Die Gemeinde wurde auf den 1. November 2003 durch die Fusion der bis dahin selbständigen Gemeinden Goppisberg, Greich und Ried-Mörel gegründet.
Das heute gemeinhin Riederalp genannte Skigebiet besteht historisch gesehen aus drei Alpen, von West nach Ost der Riederalp, der Greicheralp und der Goppisbergeralp, die zu den jeweiligen, in Hanglage befindlichen Dörfern Ried, Greich und Goppisberg gehörten.

## Bevölkerung
| Jahr      | 2000 | 2010 | 2011 | 2012 | 2013 | 2014 | 2015 | 2016 |
| --------- | ---- | ---- | ---- | ---- | ---- | ---- | ---- | ---- |
| Einwohner | 527  | 527  | 529  | 536  | 508  | 508  | 498  | 488  |

## Gemeindepräsidenten
Seit den Gemeinderatswahlen von 2004:
| Amtszeit  | Name             | Partei | Nachweis |
| --------- | ---------------- | ------ | -------- |
| 2005–2012 | Graziella Walker | CSP    |          |
| 2013–2024 | Peter Albrecht   | FDP    |          |
| 1-5/2025  | Ursula Mathieu   |        |          |
| 6/2025-   | Katharina Kummer |        | [ 5 ]    |

## Wappen
Die neue Gesamtgemeinde führte nach ihrer Fusion 2003 zunächst kein Wappen; mehrere Vorschläge wurden von der Behörde abgelehnt. Das Wappen mit drei Sternen als Sinnbild für die Gemeinden, Berge und Gletscher wurde erst am 30. November 2008 von den Stimmbürgern angenommen.

Goppisberg
Greich
Ried-Mörel

## Tourismus
Riederalp ist autofrei und lebt primär vom Tourismus.
Im Winter stehen den Wintersportlern im Skigebiet Aletsch Arena rund 104 km Pisten und 34 Anlagen zur Verfügung. Seit dem 5. Dezember 2009 ist eine neue 4er-Sesselbahn Hohfluh, seit 2015 ein Neubau der Gletscherbahn Moosfluh in Betrieb.
Im Sommer ist die Gemeinde Ausgangsort für Wanderer und Biker. Als Attraktion gilt die im Sommer 2008 eröffnete Hängebrücke, die Riederalp mit Belalp verbindet.
Der 9-Loch Golfplatz auf Riederalp ist der höchstgelegene in Europa.

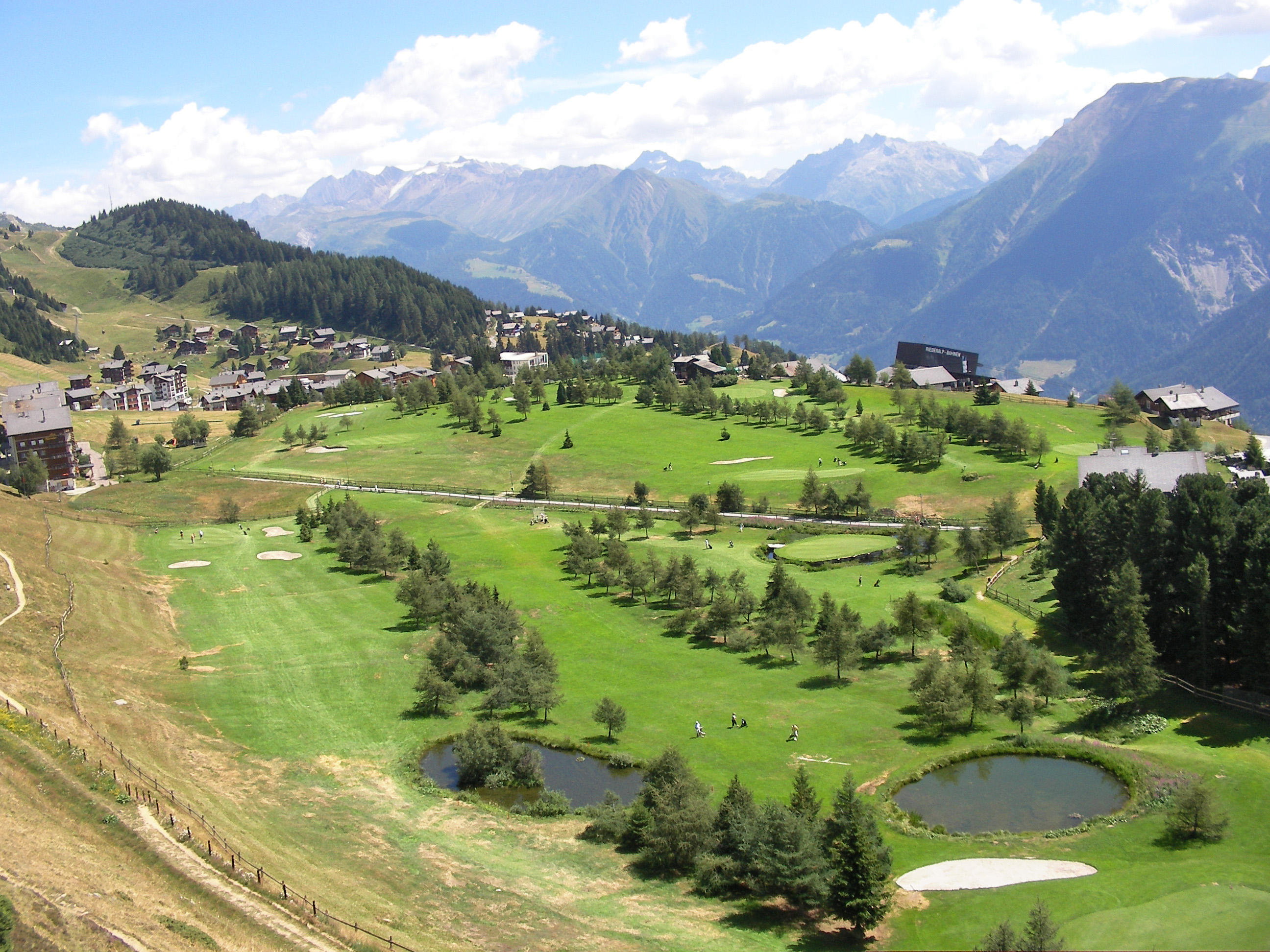
Westlicher Teil der Riederalp mit Golfplatz (Sicht aus der Hohfluh-Bahn)
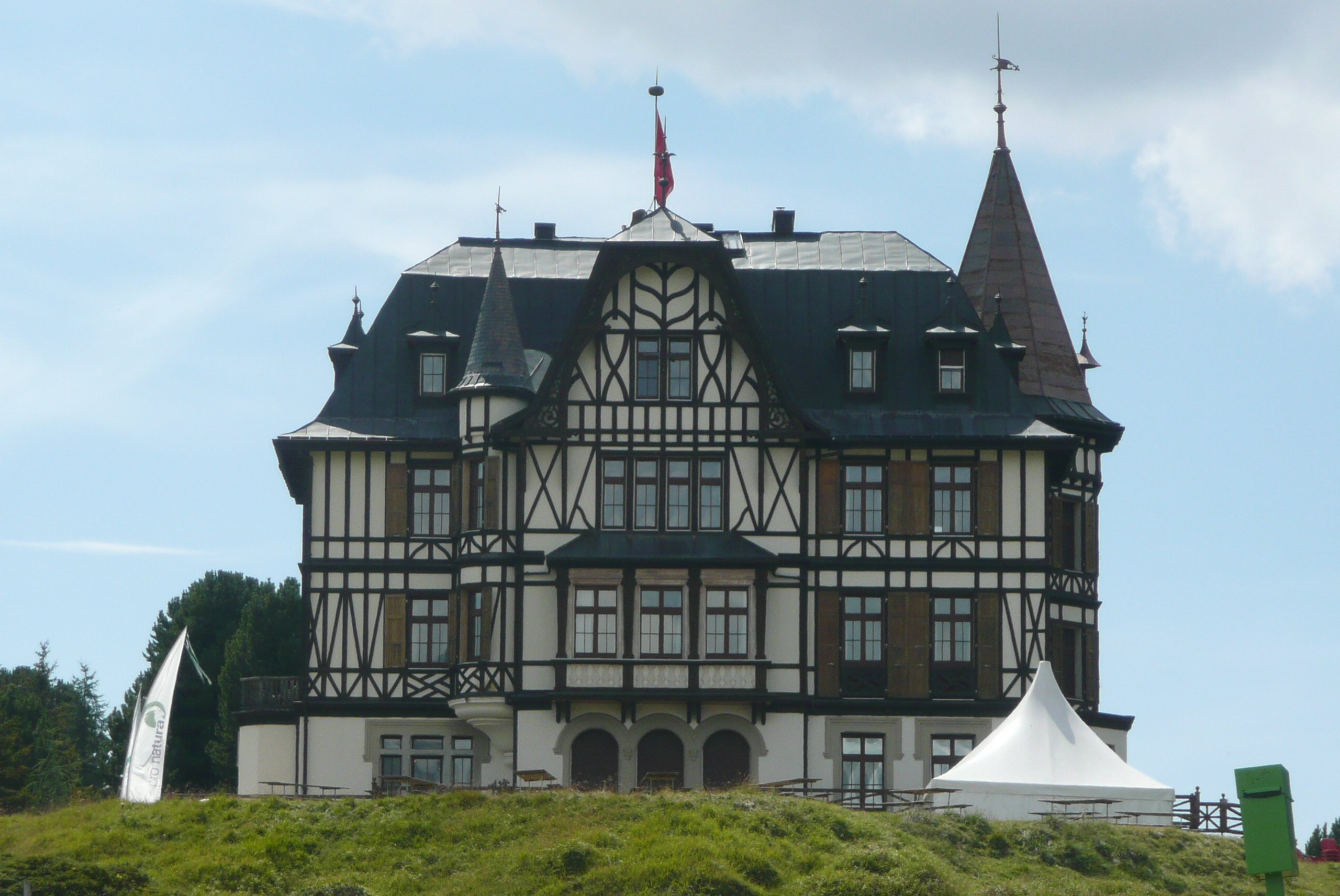
Villa Cassel, Riederalp
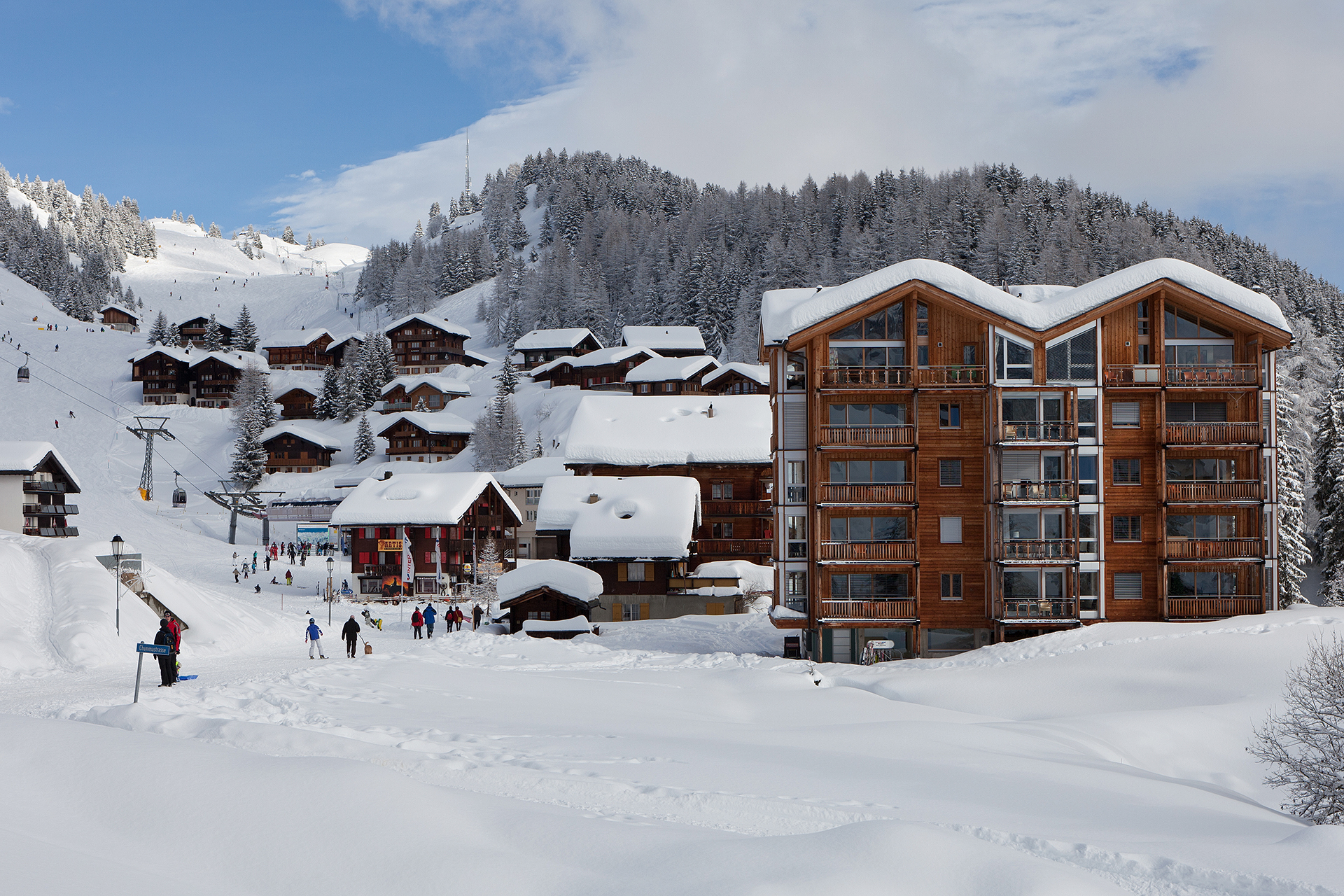
Riederalp
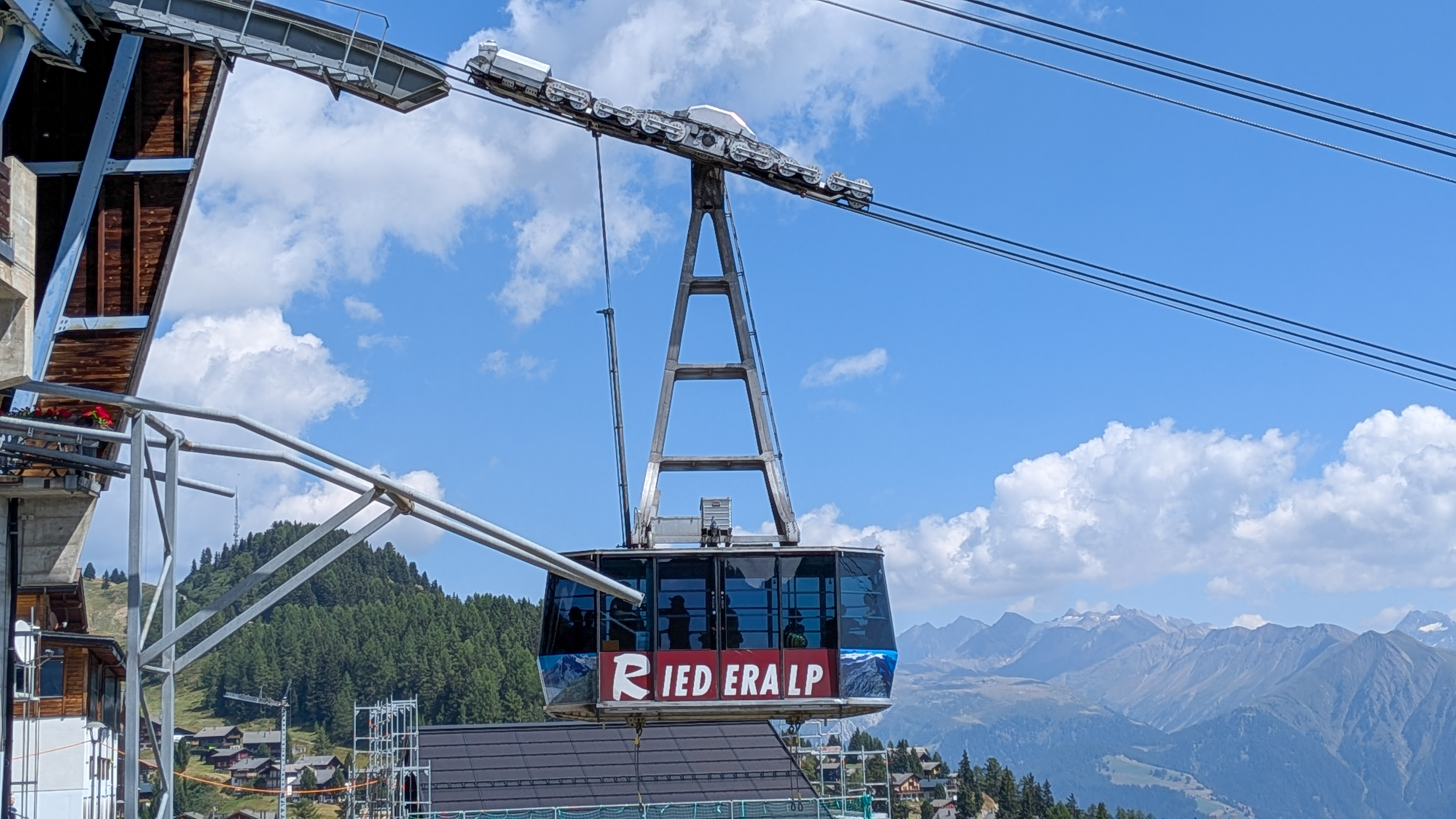
Pendelbahn Riederalp

## Verkehr
In Mörel befindet sich ein Bahnhof der Matterhorn-Gotthard-Bahn (MGB, Fahrplanfeld 142).
Riederalp ist mit der Grosskabinenbahn Mörel–Riederalp-Mitte oder der 6er-Gondelbahn Mörel–Ried-Mörel–Riederalp-West erreichbar.
Am 14. Dezember 1996 um 9:40 Uhr ereignete sich bei der Gondelbahn Riederalp–Moosfluh ein Seilbahnunglück. Die Achse der Umlenkscheibe in der Talstation brach, und mehrere Kabinen schlugen infolge des erheblich vergrösserten Seildurchhanges auf dem Boden auf. Ein Passagier starb, 18 Passagiere erlitten Verletzungen.

## Sehenswürdigkeiten
- Villa Cassel[10]
- Aletschwald
- der Berg Moosfluh (2340 m)

## Persönlichkeiten
- Art Furrer (* 1937), Ski-Akrobat und Gastronom
- Thor Kunkel (* 1963), Schriftsteller
- Lilian Kummer (* 1975), Skirennfahrerin